# إفراد (منطق)
المفرد عند المنطقيين هو اللفظ الموضوع الذي لا يقصد بجزء منه الدلالة على جزء معناه سواء لم يكن له جزء كهمزة الاستفهام أو كان له جزء ولم يدل على معنى ك‍زيد أو كان له جزء دال على معنى ولا يكون ذلك المعنى جزء المعنى المقصود ك‍عبد الله علما فإن العبد معناه العبودية وهو ليس جزء المعنى المقصود وهو الذات المشخصة وكذا لفظ الله، أو كان له جزء دال على جزء المعنى المقصود ولم تكن دلالته مقصودة ك‍الحيوان الناطق علما لإنسان فإن معناه حينئذ الماهية الإنسانية مع التشخص والحيوان فيه مثلا دال على جزء الماهية الإنسانية لكن ليست تلك الدلالة مقصودة حال العلمية بل المقصود هو الذات المشخصة. ويقابله المركب تقابل الملكة والعدم وهو ما يقصد بجزء منه الدلالة على جزء معناه ك‍رامي الحجارة و‍قائمة و‍بصري و‍يضرب ونحوها.